# Bosques de Ibiza
Bosques de Ibiza es una localidad de México localizada en el municipio de Tolcayuca en el estado de Hidalgo.

## Historia
-
La localidad es reconocida el 28 de diciembre de 2015.

## Geografía
Se encuentra en la región geográfica de la cuenca de México (Valle de Tizayuca). Le corresponden las coordenadas geográficas 19° 53’ 28.231” de latitud norte y 98° 56’ 20.778” de longitud oeste, con una altitud de 2329 m s. n. m. Cuenta con un clima semiseco templado.
En cuanto a fisiografía se encuentra en la provincia de la Eje Neovolcánico, dentro de la subprovincia de Lagos y volcanes de Anáhuac; su terreno es de llanura. En lo que respecta a la hidrografía se encuentra posicionado en la región del Pánuco, dentro de la cuenca del río Moctezuma, en la subcuenca del río Tezontepec.

## Demografía
En 2020 registró una población de 3834 personas, lo que corresponde al 17.95 % de la población municipal. De los cuales 1879 son hombres y 1955 son mujeres.